# Steaua Bukurešt (rukomet)

## Steaua (rukomet)
Vidi članak CSA Steaua Bukurešt
CSA Steaua MFA Bucureşti je rukometna momčad sportskog društva CSA Steaua Bukurešt. To je uz Dinamo iz Bukurešta najpoznatiji 
rumunjski rukometni klub. Utakmice igraju u dvorani Lucian Grigorescu.

## Poznati igrači
- Ştefan Birtalan - "Športaš godine" u Rumunjskoj (1974., 1976. i 1977.)
- Vasile Stîngă - najbolji strijelac rumunjske rukometne reprezentacije svih vremena; postigao je 1414 pogodaka
- Cornel Oţelea
- Cristian Gaţu - predsjednik rumunjskog rukometnog saveza od 1996.
- Aurel Bulgariu
- Olimpiu Nodea
- Gheorghe Gruia
- Ion Popescu
- Alexandru Dincă
- Gabriel Kicsid
- Ştefan Orban
- Otto Tellman
- Iosif Iacob
- Mihai Marinescu
- Gheorghe Goran
- Cezar Drăgăniṭă
- Werner Stöckl
- Constantin Tudosie
- Radu Voina - trener rumunjske ženske reprezentacije i kluba Oltchima
- Nicolae Munteanu
- Petre Constantin
- Adrian Ghimeş
- Dumitru Berbece
- Marian Dumitru
- Liviu Ianoş
- Ion Belu
- Adrian Simion
- Viorel Mazilu
- Hansi Schmidt
- Alin Şania

## Poznati treneri
- Ioan Kunst Ghermănescu
- Cornel Oţelea
- Olimpiu Nodea
- Gheorghe Ionescu
- Radu Voina
- Vasile Stîngă
- Nicolae Munteanu

## Uspjesi
Kup prvaka
- Pobjednik: 1968., 1977.
- Finalist: 1971., 1989.

Challenge kup
- Pobjednik: 2006.

Rumunjsko prvenstvo
- Prvak: 1963., 1967., 1968., 1969., 1970., 1971., 1972., 1973., 1974., 1975., 1976., 1977., 1979., 1980., 1981., 1982., 1983., 1984., 1985., 1987., 1988.,

1989., 1990., 1994., 1996., 2000. 2001.
- Doprvak: 1962., 1964., 1965., 1966., 1978., 1986., 1997., 1999.

Rumunjski kup
- Pobjednik: 1981., 1985., 1990., 1997., 2000. 2001., 2007., 2008., 2009.
- Finalist: 1979., 1982., 1989., 1992., 1999., 2003.

Prvenstvo Rumunjske (rukomet s 11 igrača):
- prvaci : 1950., 1951., 1952., 1954., 1955., 1957., 1961.

Kup Rumunjske (rukomet s 11 igrača):
- prvaci: 1949.

## Poveznice
- CSA Steaua Bukurešt
- FC Steaua Bukurešt
- Steaua Bukurešt (ragbi)
- Steaua Bukurešt (vaterpolo)
- Steaua Bukurešt (košarka)
- Steaua Bukurešt (hokej)

## Vanjke poveznice
- Klupske stranice  Arhivirana inačica izvorne stranice od 9. srpnja 2012. (Wayback Machine)